# 厳秉学
厳 秉学（オム・ビョンハク、朝鮮語: 엄병학/嚴秉學、1917年12月13日 - 1997年7月18日）は、日本統治時代の朝鮮および大韓民国の司法書士、ジャーナリスト、政治家、実業家。韓国国会第2代民議員、第5代参議員。
本貫は寧越厳氏。キリスト教徒。

## 経歴
全北任実出身。任実初等学校卒。全州高等普通学校卒または4年修了。東亜日報任実支局長、朝鮮日報支局運営者、司法書士、キリスト教青年会任実郡会長、国民会任実郡副支部長・委員長、任実郡畜産組合長、帰還同胞元老会長、青年連盟任実郡委員長、麗順事件時期の青年団長、国会内務委員会委員、警察民弊特別調査委員会委員、太白山・智異山一帯共匪討伐対策請求小委員会委員、食糧無指令処分問題真相調査委員会委員、1956年大統領選挙申翼煕民主党大統領候補全北任実郡選挙事務長、新民党全北道組織委員・国会対策委員会委員・全北道党副委員長、不正蓄財特別処理委員会処理委員、民政党創党発起人・常務委員会委員、民衆党常務委員会委員・任実淳昌地区党委員長、新韓党常務委員、1967年大統領選挙新民党選挙対策委員会全北区副委員長、3選改憲反対汎国民闘争委員会委員、民主統一党南原地区党委員長、明進換地株式会社理事・社長を務めた。1948年の初代総選挙で落選した後、1950年の第2代総選挙では大韓国民党の候補として任実郡から当選し、1960年の第5代総選挙では民主党の候補として参議員に当選した。釜山政治波動の時は院内自由党だが白骨団などの横暴と地域区民の召還強要を受けて闘争し、1954年に朝鮮民族青年団系の反党分子として除名された。5・16軍事クーデター以後は軍政延長反対デモにより拘束起訴された。また、教会の中に中学院を設置し、農村地域の子弟の教育に尽力したこともある。
1997年7月18日、ソウル市江東区吉洞の自宅または報勲病院で持病または老衰により死去。享年80または81。